# Hillevi Ganetz
Harriet Hillevi Ganetz, född 24 juni 1956 i Botkyrka församling, är en svensk medievetare och professor i genusvetenskap.
Hillevi Ganetz disputerade i medie- och kommunikationsvetenskap 1997 och har sedan dess främst sysslat med populärkultur. Hon har även intresserat sig för naturprogram och de genusföreställningar som naturprogram reproducerar. På senare tid har hon undersökt hur vetenskapsmannen konstrueras i TV och då främst under Nobelbanketten. Idag forskar hon vid Institutionen för etnologi, religionshistoria och genusvetenskap vid Stockholms universitet. 
Mellan 1987 och 1991 var Hillevi Ganetz redaktör för Kvinnovetenskaplig tidskrift. 
Hillevi Ganetz är gift med Johan Fornäs, professor i medie- och kommunikationsvetenskap vid Södertörns högskola.

## Monografier
- Ganetz, Hillevi (1997): Hennes röster. Rocktexter av Turid Lundqvist, Eva Dahlgren och Kajsa Grytt, Stockholm/Stehag: Symposion (diss.).
- Bjurström, Erling, Johan Fornäs & Hillevi Ganetz (2000): Det kommunikativa handlandet. Kulturella perspektiv på medier och konsumtion, Nora: Nya Doxa 2000.
- Ganetz, Hillevi (2005): Genusvetenskapliga projektansökningar inom humaniora- samhällsvetenskap – en uppföljning av Vetenskapsrådets beredning och utfall år 2004, Vetenskapsrådets rapportserie nr 15:2005..
- Ganetz, Hillevi (2006): Gender Research Project Applications in the Human and Social Sciences – a follow-up of the Swedish research Council’s 2004 review process and its outcome, Vetenskapsrådets rapportserie nr 19:2006.
- Fornäs, Johan, Karin Becker, Erling Bjurström & Hillevi Ganetz (2007): Consuming Media: Communication, Shopping and Everyday Life, Oxford/New York: Berg.
- Ganetz, Hillevi (2008): Talangfabriken. Iscensättningar av genus och sexualitet i svensk talang-reality, Uppsala: Centrum för genusvetenskap, Uppsala universitet (även publicerad som talbok av talboks- och punktskriftsbiblioteket).
- Ganetz, Hillevi, Anna Gavanas, Hasse Huss & Ann Werner (2009): Rundgång: genus och populärmusik, Stockholm: Makadam.
- Ganetz, Hillevi (2012): Naturlikt: Människor, djur och växter i SVT:s naturmagasin, Möklinta: Gidlunds.[3]